# Håndsætter
En håndsætter var en typograf, der arbejder med blysats og klargør den til tryk på en højtrykspresse. (Han er kollega med maskinsætter, stereotypør og trykker.

## Udførelse af arbejdet
Håndsætterens vigtigste værktøj er en vinkelhage, som han holder i venstre hånd. Med højre hånd tager han typerne fra sættekassen og sætter dem på række i vinkelhagen. Ved hjælp af små blyklodser, der er så lave, at de ikke farver trykket, justerer han linjen til et fast format, som han nu sætter over i skibet (en skråtstillet zinkbakke).
Når formen er færdig, tager han et korrekturtryk (i en korrekturpresse). Herefter retter han sættefejl – og formen er klar til tryk.
Når den er trykt, lægges satsen i sættekassen, så typerne kan anvendes igen. Da det er svært at undgå fejl i aflægningen, sker det, at en type havner i et forkert fag (rum). Er håndsætteren ikke opmærksom på fejlen, bliver det forkerte bogstav til en trykfejl. "Sætternissen har været på spil".